# Thomas Löhr

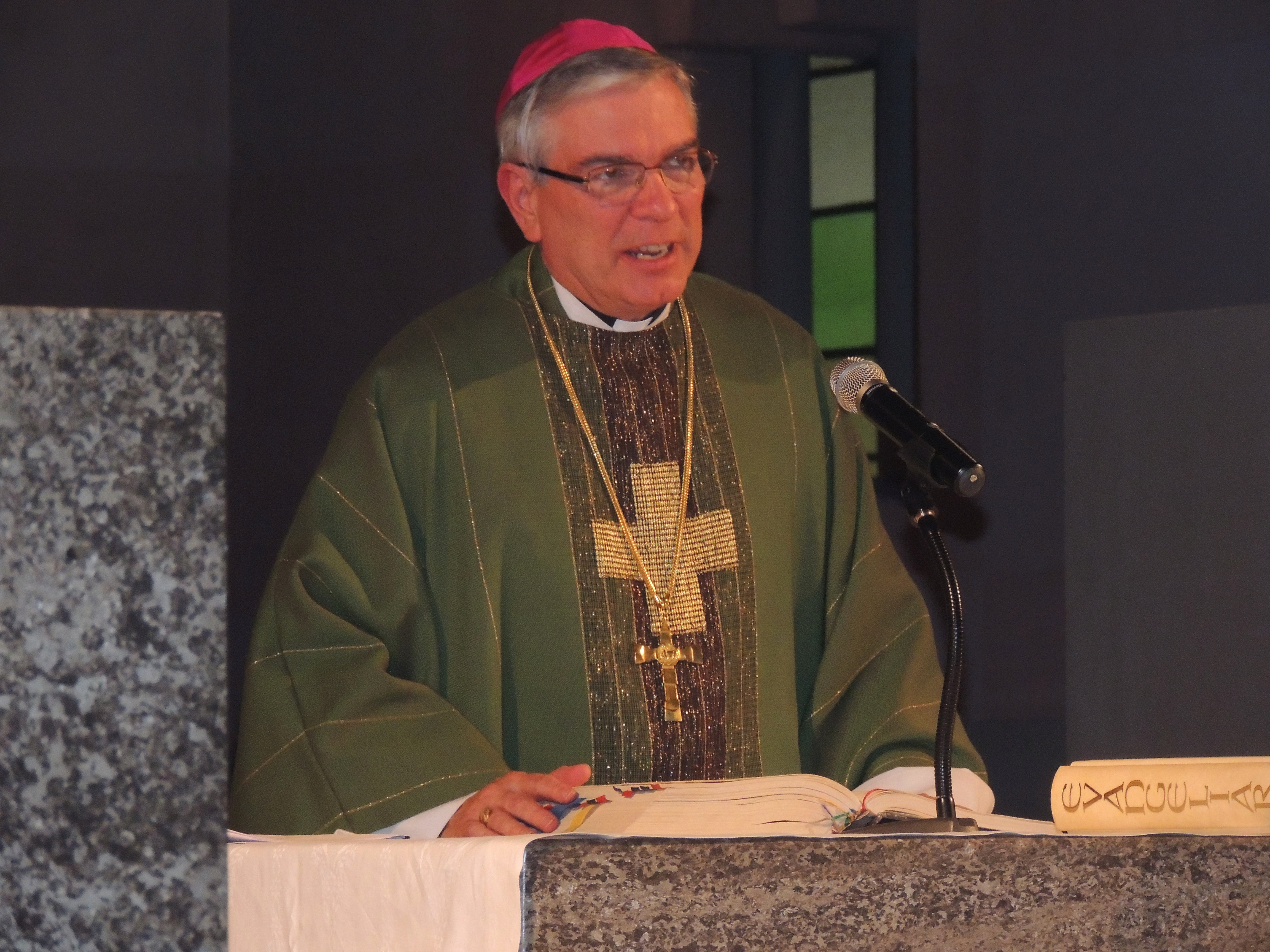
Thomas Löhr 2012 in der Heilig-Kreuz-Kirche des Heilig-Kreuz – Zentrums für christliche Meditation und Spiritualität des Bistums Limburg in Frankfurt-Bornheim

Wappen von Thomas Löhr.

Thomas Löhr (* 29. Februar 1952 in Frankfurt am Main) ist Weihbischof und Domkapitular im Bistum Limburg.

## Leben
Thomas Löhr studierte Philosophie und Katholische Theologie an der Päpstlichen Universität Gregoriana in Rom. Er wohnte in dieser Zeit im Pontificium Collegium Germanicum et Hungaricum de Urbe und empfing am 10. Oktober 1976 in Rom das Sakrament der Priesterweihe. In den Jahren 1981 bis 1982 war Löhr Kaplan in der Pfarrei St. Johannes, Apostel in Frankfurt-Unterliederbach. Anschließend setzte er seine Studien in Rom fort und wurde 1982 an der Gregoriana mit der Dissertationsschrift Die Lehre Robert Bellarmins vom allgemeinen Konzil zum Doktor der Theologie promoviert. Im Jahr 1982 wurde er Kaplan in der Pfarrei St. Johannes Baptist in Elz. 1984 wurde er Subregens und 1985 Regens des Limburger Priesterseminars.
In den Jahren 1997 bis 2007 war er Pfarrer und Dekan von Rüdesheim am Rhein und Eibingen. Zudem war Löhr in dieser Zeit Bezirksdekan des Bezirks Rheingau. 2006 wurde Thomas Löhr von Bischof Franz Kamphaus zum Leiter des Dezernates Pastorale Dienste im Bischöflichen Ordinariat Limburg berufen und kurz darauf zum Ehrendomherrn des Limburger Domkapitels ernannt; am 23. April 2008 wurde er schließlich als Domkapitular ordentliches Mitglied im Limburger Domkapitel.
Am 15. Juni 2009 ernannte ihn Papst Benedikt XVI. zum Titularbischof von Diana und bestellte ihn zum Weihbischof im Bistum Limburg. Die Bischofsweihe spendete ihm Bischof Franz-Peter Tebartz-van Elst am 30. August 2009 im Limburger Dom; Mitkonsekratoren waren Altbischof Franz Kamphaus und der emeritierte Limburger Weihbischof Gerhard Pieschl. Thomas Löhr ist seit 2017 als Bischofsvikar für die Orden und Geistlichen Gemeinschaften sowie als Bischofsvikar für die Ökumene zuständig. 2018 wurde er zudem in Nachfolge von Günther Geis zum Domdekan des Limburger Domkapitels gewählt, ein Amt, das er bis zum 28. Februar 2022 ausübte.
In der Deutschen Bischofskonferenz gehört er der Ökumenekommission und der Caritaskommission an.

## Wappen und Wahlspruch

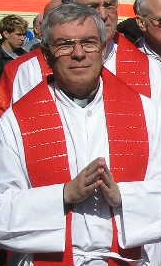
Thomas Löhr 2008

Der Schild, vierfach geteilt, zeigt in Feld 1, zweigeteilt, ein rotes Kreuz auf silber-weißem Grund und auf rotem Grund ein goldenes Schwert, einen blau-goldenen Drachen tötend (St. Georg), das Bistumswappen von Limburg. Feld 2 zeigt auf goldenem Grund eine Sonne, Christus, die Sonne der Gerechtigkeit. Die Sonnenstrahlen sind auch das Attribut des Hl. Thomas von Aquin, er ist der Namenspatron des Bischofs. Feld 3 zeigt auf silber-weißem Grund flussartige Wellenlinien (Main, Tiber, Rhein und Lahn). Am Main geboren, am Tiber (Rom) studiert, Pfarrer am Rhein und Weihbischof an der Lahn, aber auch Strom des Lebens und Taufe. Feld 4 zeigt auf rotem Grund die schmerzhafte Muttergottes (Pietà) (Gnadenbild von Bornhofen), unter deren Schutz er sich stellt.
Hinter dem Wappenschild stehend das Bischofskreuz, darüber der grüne Bischofshut (Galero) mit sechs grünen Quasten (fiocchi) darunter der Wahlspruch.
Sein Wahlspruch Veritatem facientes in caritate („Die Wahrheit in Liebe tun“) entstammt dem Epheserbrief (Eph 4,15 ).